# 遠東航空306號班機事故
遠東航空306號班機（FE306）是一班從桃園國際機場起飛前往濟州國際機場的航班。2006年11月16日，載有129人和8名機組人員的航機在韓國濟州島上空準備下降著陸的時候，與另一班從仁川國際機場起飛前往新曼谷國際機場的泰國航空659號班機空中接近，導致兩機需緊急轉向迴避。意外導致遠東航空306號班機上有14名乘客和6名機組人員，共20人受傷；而泰國航空659號班機上則無人受傷，繼續航程。

## 事件經過
遠東航空306號班機是一架波音757-200型客機，登記編號為B-27015。客機載著129名乘客和8名機員，於2006年11月16日早上9時41分從桃園國際機場起飛，前往濟州國際機場。
數分鐘後，泰國航空659號班機，一架登記編號為HS-TKF的波音777-300型客機，於早上9時50分從仁川國際機場起飛。該客機載著356名乘客和20名機員，前往新曼谷國際機場（即蘇凡納布國際機場）。
早上11時，遠東航空航機開始進行著陸的程序，並按照韓國的航管人員的指示把航機從39,000呎下降到31,000呎。同時，泰國航空航機正在34,000呎的高度飛行。當遠東航空航機下降到34,000呎的時候，由於兩機距離過低，兩機上的空中防撞系統（TCAS）的警報立即響起。兩機上的飛行員立即按照防撞系統的指示緊急迴避。
緊急迴避的結果，泰國航空航機幸運地未有造成任何傷亡，並順利地於泰國時間（UTC+7）下午1時40分降落新曼谷國際機場。但遠東航空航機上則有4名乘客重傷，10名乘客及6名組員輕傷，並須緊急降落濟州國際機場。

## 伤者
事故中遠東航空306號班機上共有25人受伤，其中23名台湾人，2名韩国人
。紧急下降避让造成机上4名乘客重伤，10名乘客和6名机组人员轻伤。
在最终调查报告中，计有4名乘客重伤，其他（共16人）属轻伤或无伤。FE306座舱受轻微损坏。

## 调查

### 早期报道
事故后的媒体报道中曾对事故原因有多种说法。
韩国联合新闻通讯社在事故后报道说，这架客机在10点20分左右降落时突遇乱流而急遽下降，机身剧烈摇晃后紧急迫降在济州机场。而当时远航公关经理表示，事故因空中防撞系统警报响起，机长依规定执行紧急降落处置，部分乘客因来不及系上安全带而受伤。
机长返回台湾后接受媒体访问表示，飞机未遭遇乱流，當時依南韓空管指示下降，TCAS警告响起后按儀表指示操作并发现有飛機迅速接近，怀疑空管處置不當導致事故。

## 參照
- 遠東航空
- 2001年日本航空班機空中接近事故
- 2006年11月

## 外部連結
- 遠東航空公司EF306班機事故調查-國家運輸安全調查委員會全球資訊網 （页面存档备份，存于）（初步报告）
- 行政院飛航安全委員會 - 遠航EF306與泰航TG659 2006/11/16 於韓國濟州島南方99浬空中接近飛航事故調查事實報告（繁體中文）